# Volkmannsgrün
Volkmannsgrün ist ein Gemeindeteil der Stadt Schauenstein im Landkreis Hof (Oberfranken, Bayern). Der Ort liegt in der Gemarkung Volkmannsgrün.

## Geografie
Das Dorf liegt auf freier Flur an der Selbitz. Die Staatsstraße 2195 führt nach Schauenstein (1,2 km nördlich) bzw. nach Helmbrechts (3,4 km südlich). Die Staatsstraße 2693 führt nach Neudorf (2 km nordöstlich). Eine Gemeindeverbindungsstraße führt nach Günthersdorf (1,9 km südöstlich). Nordöstlich von Volkmannsgrün unmittelbar nördlich der Staatsstraße befindet sich die Wüstung Lauterbach. Im Südwesten des Ortes liegt die Wüstung Grub.

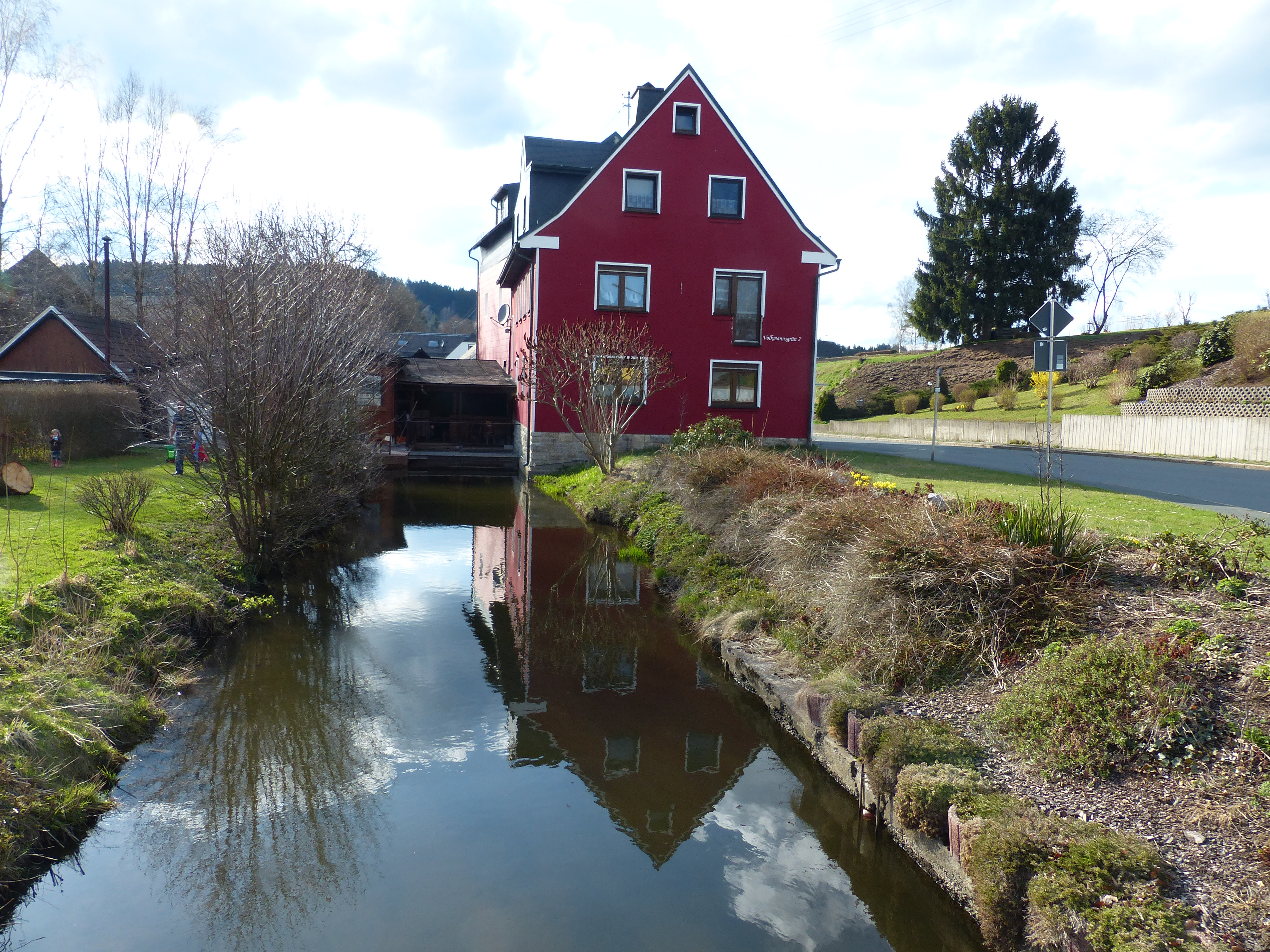
Mühle und Selbitz
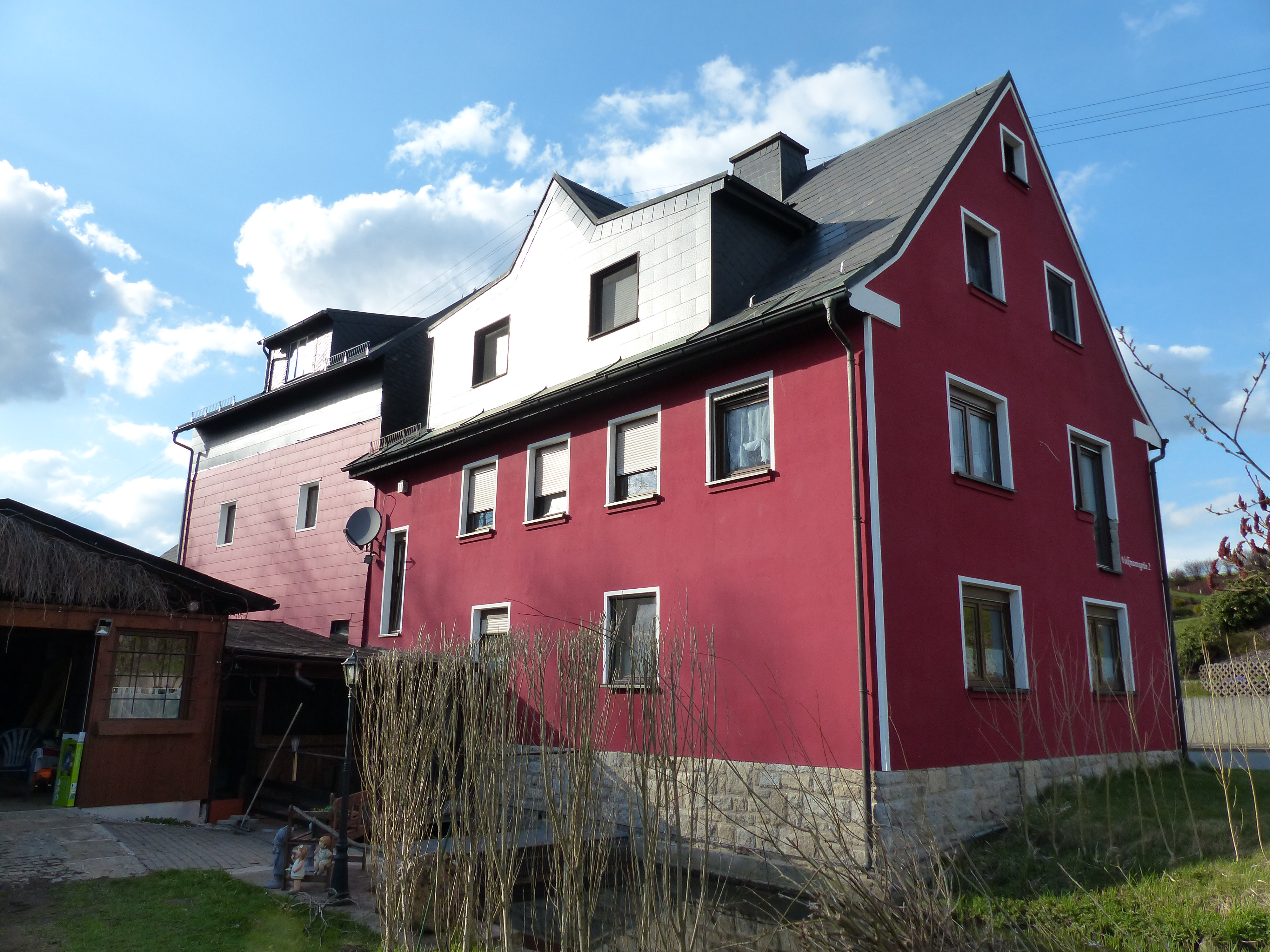
Das Mühlengebäude

## Geschichte
Der Ort unterstand teils Brandenburg-Kulmbach, teils den Herren von Guttenberg.
Gegen Ende des 18. Jahrhunderts bestand Volkmannsgrün aus 18 Anwesen (1 Mühle, 1 Hof, 1 Halbhof, 1 Dreiviertelhof, 6 Viertelhöfe, 2 Dreiachtelhöfe, 6 Tropfhäuser). Die Hochgerichtsbarkeit sowie die Dorf- und Gemeindeherrschaft stand dem bayreuthischen Vogteiamt Schauenstein zu. Das bayreuthische Kastenamt Kulmbach war Grundherr sämtlicher Anwesen.
Von 1797 bis 1810 unterstand Volkmannsgrün dem Justiz- und Kammeramt Naila. Nachdem im Jahr 1810 das Königreich Bayern das Fürstentum Bayreuth käuflich erworben hatte, wurde der Ort bayerisch. Infolge des Ersten Gemeindeedikts wurde 1812 der Steuerdistrikt Volkmannsgrün gebildet. Zu diesem gehörten Adlanz, Finkenflug, Günthersdorf, Loh, Mühldorf, Neudorf, Pinzig und Schafhof. Zugleich entstand die Ruralgemeinde Volkmannsgrün, zu der Günthersdorf gehörte. Sie war in Verwaltung und Gerichtsbarkeit dem Landgericht Naila zugeordnet und in der Finanzverwaltung dem Rentamt Lichtenberg (1919 in Finanzamt Lichtenberg umbenannt, seit 1955 Finanzamt Naila). Ab 1862 gehörte Volkmannsgrün zum Bezirksamt Naila (1939 in Landkreis Naila umbenannt). Die Gerichtsbarkeit blieb beim Landgericht Naila (1879 in Amtsgericht Naila umgewandelt). Die Gemeinde Volkmannsgrün hatte 1964 eine Gebietsfläche von 4,858 km². Im Zuge der Gebietsreform in Bayern wurde die Gemeinde Volkmannsgrün am 1. Januar 1972 nach Schauenstein eingemeindet.
An der 1924 eröffneten und mittlerweile stillgelegten Bahnstrecke Selbitz–Helmbrechts hatte der Ort einen Haltepunkt. 

### Baudenkmäler
- Brücke über die Selbitz[10]

ehemalige Baudenkmäler
- Haus Nr. 10: Zweigeschossiges Wohnstallhaus mit Walmdach, wohl noch 18. Jahrhundert; Erdgeschoss verputzt massiv, Obergeschoss im Wohnteil verputztes Fachwerk, über den Stall verbrettertes Ständerwerk, vordere Stirnseite verschiefert; an der südlichen Langseite jüngerer Anbau: Baufällig, zum Abbruch bestimmt.[11]
- Haus Nr. 11: Wohnstallhaus mit Frackdach, spätes 18. oder frühes 19. Jahrhundert; Erdgeschoss verputzt massiv, hofseitiges Obergeschoss im Wohnteil massiv erneuert, über dem Stall verbrettertes Ständerwerk. 1962 im Umbau inbegriffen.[11]
- Haus Nr. 23: Wohnstallhaus mit Frackdach, wohl drittes Viertel des 18. Jahrhunderts; Wohnteil mit verputzt massivem Erdgeschoss und übertünchtem Fachwerkobergeschoss, Stallteil um 1900 zweigeschossig mit Walmdach ausgebaut; Türen mit profilierter und geohrter Rahmung.[11]
- Haus Nr. 24: Zweigeschossiges Wohnstallhaus mit Satteldach; Erdgeschoss verputzt massiv, Stall erneuert, Obergeschoss Fachwerk verputzt, mit Lehmziegelausfachung, westliche Traufseite verbrettert; Türen mit Rahmung und Scheitelstein, über der Wohnungstür bezeichnet „Ch H H 1844“ (=Christian H. Herdegen).[11]

### Einwohnerentwicklung
Gemeinde Volkmannsgrün
| Jahr      | 1819  | 1840   | 1852   | 1855   | 1861   | 1867   | 1871   | 1875   | 1880   | 1885   | 1890   | 1895   | 1900   | 1905   | 1910   | 1919   | 1925   | 1933   | 1939   | 1946   | 1950   | 1952   | 1961  | 1970   |
| Einwohner | 203   | 297    | 338    | 344    | 360    | 357    | 325    | 324    | 327    | 324    | 331    | 336    | 300    | 288    | 259    | 265    | 260    | 228    | 218    | 310    | 304    | 283    | 209   | 221    |
| Häuser    |       |        |        |        |        |        | 47     |        |        | 46     | 49     |        | 47     |        |        |        | 50     |        |        |        | 43     |        | 45    |        |
| Quelle    | [ 6 ] | [ 13 ] | [ 13 ] | [ 13 ] | [ 14 ] | [ 15 ] | [ 16 ] | [ 17 ] | [ 18 ] | [ 19 ] | [ 20 ] | [ 13 ] | [ 21 ] | [ 13 ] | [ 22 ] | [ 13 ] | [ 23 ] | [ 13 ] | [ 13 ] | [ 13 ] | [ 24 ] | [ 13 ] | [ 7 ] | [ 25 ] |

Ort Volkmannsgrün
| Jahr      | 001819 | 001861 | 001871 | 001885 | 001900 | 001925 | 001950 | 001961 | 001970 | 001987 | 002006 |
| Einwohner | 151    | 281    | 257    | 261    | 237    | 210    | 238    | 165    | 181    | 144    | 147    |
| Häuser    |        |        |        | 37     | 37     | 40     | 34     | 36     |        | 42     |        |
| Quelle    | [ 6 ]  | [ 14 ] | [ 16 ] | [ 19 ] | [ 21 ] | [ 23 ] | [ 24 ] | [ 7 ]  | [ 25 ] | [ 26 ] |        |

## Religion
Volkmannsgrün ist seit der Reformation evangelisch-lutherisch geprägt und bis heute nach St. Bartholomäus (Schauenstein) gepfarrt.